# Pretextos
Pretextos és una pel·lícula espanyola de drama del 2008 dirigida i protagonitzada per l'actriu Sílvia Munt, coautora també del guió, en el que va suposar el seu debut en la direcció. Es tracta d'un drama emocional sobre la "insatisfacció que provoca una societat excessivament acomodada". Ha estat doblada al catala.

## Sinopsi
Viena, directora de teatre, i Daniel, metge d'un geriàtic, estan passant una crisi matrimonial després de 15 anys de matrimoni en la que s'estimen, però no se suporten, les seves necessitats són gairebé antagòniques. El buit angoixant que senten a les seves vides intenten omplir-lo aferrant-se a llurs respectives feines. Daniel manté una relació amb la seva companya Eva i Viena amb Ricardo, un dels actors de la seva companyia. Passen una solitud en companyia, amb desitjos insatisfets i promeses impossibles de complir però que són un pretext per continuar vivint.

## Repartiment
- Sílvia Munt...	Viena
- Laia Marull	...	Eva
- Ramon Madaula	...	Daniel
- Rosa Albiol...	Regidora
- Manuel Alexandre...	Claudio
- María José Alfonso... Mare Viena
- Àlex Brendemühl... Rodolfo
- Francesc Garrido... Ricardo

## Premis i nominacions
Al Festival de Màlaga de 2008 va guanyar la Bisnaga de Plata a la millor direcció i a la millor fotografia, i fou nominada a la Bisnaga d'Or. Fou nominada al Cristall d'Or al Festival Internacional de Cinema de Karlovy Vary de 2008, i a la Violette d'or al Festival de Cinema d'Espanya de Tolosa de Llenguadoc També fou candidata al Gaudí a la millor direcció i al Gaudí a la millor actriu als Premis Gaudí de 2009.